# James Smith Drummond
Pour les articles homonymes, voir James Drummond et Drummond.
James Smith Drummond (?-6 février 1888) est un homme politique canadien de la Colombie-Britannique. Il est député provincial indépendant de la circonscription britanno-colombienne de Victoria City de 1878 à 1882. 
Il est également élu maire de la ville de Victoria en 1875. Réélu en 1876, il est défait par Montague Tyrwhitt-Drake en 1877.